# Бурнашева, Эльфия Вафовна
Эльфи́я Вафовна Бурнашева (тат. Әлфия Вафа кызы Бурнашева; 9 мая 1942, Казань — 10 мая 2021) — российская пианистка, педагог, профессор Казанской консерватории. Заслуженный деятель искусств Республики Татарстан (1995) и Российской Федерации (2003).

## Биография
В 1965 году окончила Казанскую консерваторию, в 1969 — аспирантуру там же. С 1969 года преподавала в Казанской консерватории, вела специальный класс фортепиано, с 2000 года — заведующая кафедрой специального фортепиано; профессор (2001).
В числе её учеников — заслуженный артист России, лауреат международных конкурсов Е. Михайлов; лауреаты международных конкурсов С. Гуляк, Т. Халтурина, А. Абашев, Т. Мустакимов, А. Соломатина и др.
Силами студентов осуществила концертные циклы: 48 прелюдий и фуг Баха, 32 сонаты Бетховена, 9 сонат Прокофьева, 10 сонат Скрябина, «Гайдн и его современники» (4 концерта); циклы, посвящённые французской музыке (4 концерта), японской музыке (2 концерта); монографические циклы, посвящённые Шопену, Шуману, Брамсу и др.
Проводит мастер-классы, участвует в фестивалях в городах России и зарубежья, в том числе:
- Международный фестиваль мастер-классов (Алматы; Казахстан, 2007)
- семинар по музыке С. В. Рахманинова и А. Н. Скрябина (2008)
- открытые уроки (Токио, Акито; Япония, 2008)[5]

## Творчество
Ведёт концертную деятельность. В составе Трио Казанской государственной консерватории (1979—1994), ансамбля «Барокко» (1987—1997) гастролировала в Швеции (Стокгольм, Гётеборг), Франции (Париж) и Японии (Акито, Омио).
Аудиозаписи:
- Р. Еникеев. Соната «Памяти Х. Ямашева» (№ 2)
- А. Бакиров. Сюита «Водяная»
- Ф. Шопен. Скерцо № 2 (b-moll). — Казань, 1970 (ГТРК ТНВ)[5]

## Награды
- Заслуженный деятель искусств Республики Татарстан (1995)
- Заслуженный деятель искусств Российской Федерации (2003)
- Грант общественного фонда «Русское исполнительское искусство» (2004)[4][5]